# 变色锥
变色锥（学名：Castanopsis rufescens）为壳斗科锥属下的一个种。

## 扩展阅读
- 維基物種上的相關：变色锥